# Сартеано
Сартеано (итал. Sarteano) је насеље у Италији у округу Сијена, региону Тоскана.
Према процени из 2011. у насељу је живело 4026 становника. Насеље се налази на надморској висини од 531 м.

## Становништво
Према резултатима пописа становништва 2011. у општини је живело 4.741 становника.
| 1931. | 1936. | 1951. | 1961. | 1971. | 1981. | 1991. | 2001. | 2011. |
| ----- | ----- | ----- | ----- | ----- | ----- | ----- | ----- | ----- |
| 4.565 | 4.578 | 4.702 | 4.253 | 3.759 | 4.282 | 4.378 | 4.535 | 4.741 |